# (14234) Davidhoover
(14234) Davidhoover (1999 XZ182) – planetoida z grupy pasa głównego asteroid okrążająca Słońce w ciągu 3,41 lat w średniej odległości 2,26 j.a. Odkryta 12 grudnia 1999 roku.